# Dom van Hamburg
De Dom van Hamburg (ook: Mariadom of Oude Mariadom) was een kerkgebouw in de binnenstad van Hamburg. In 1805 werd de domkerk, oorspronkelijk de kathedraal van het aartsbisdom Hamburg, afgebroken.

## Locatie
De dom bevond zich in het oudste deel van Hamburg op een geestrug tussen de Alster en de Elbe, ten zuiden van de jongere Petruskerk. Tegenwoordig herinneren straatnamen als Domstraße, Curienstraße en (informeel) Domplatz nog aan de vroegere domkerk.

## Geschiedenis

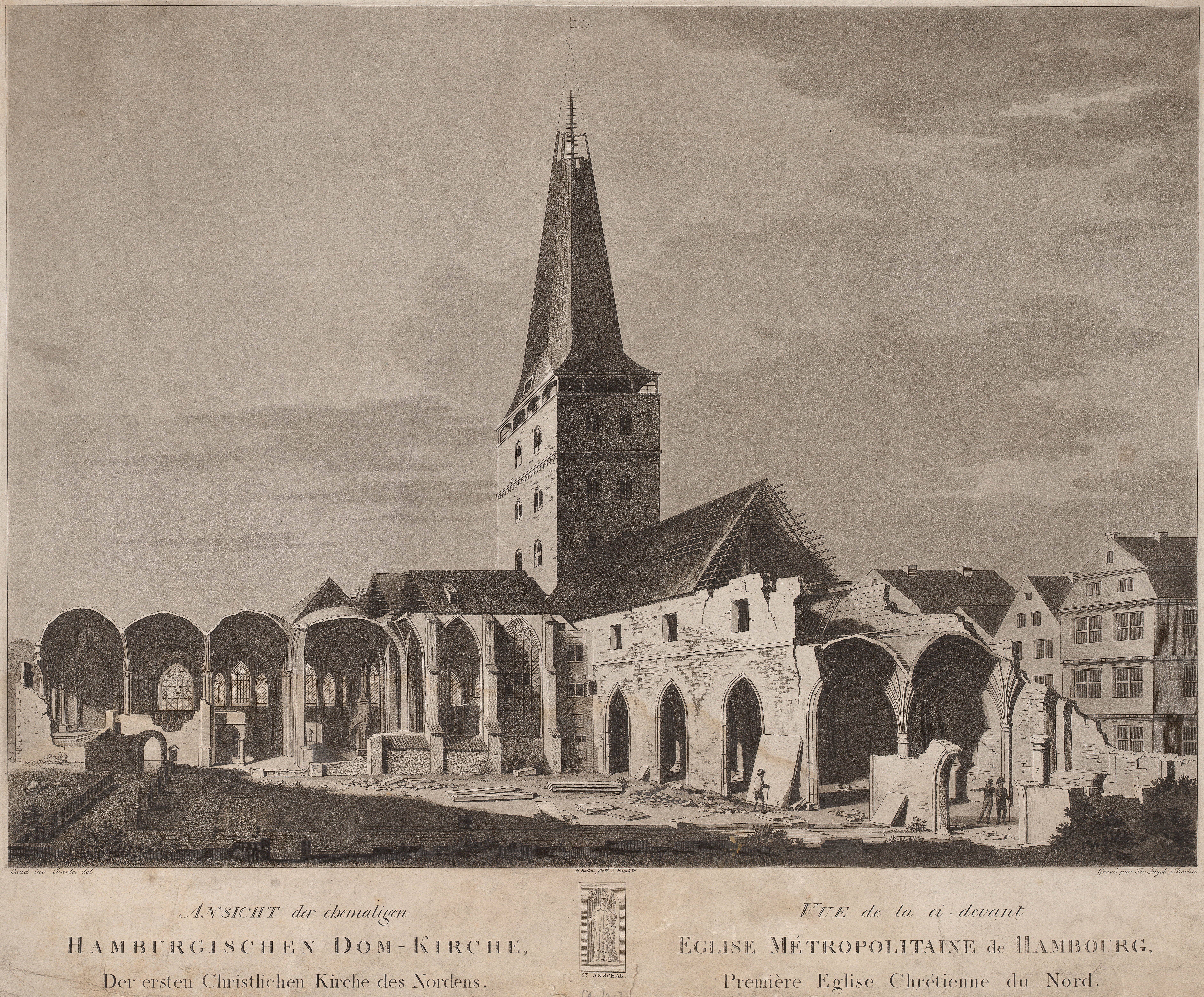
De dom tijdens de afbraak in 1806

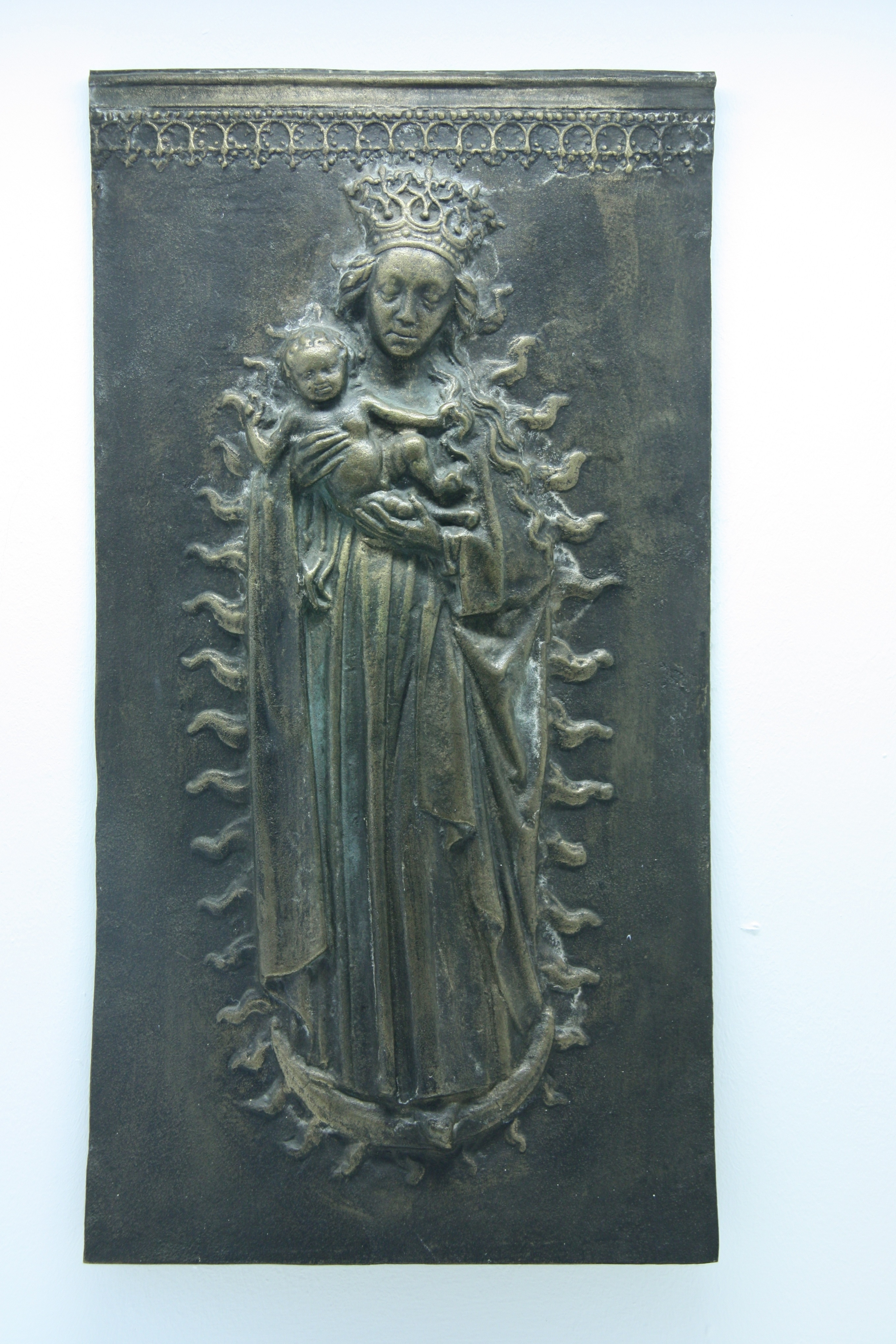
Fragment van de nog bestaande klok van de dom

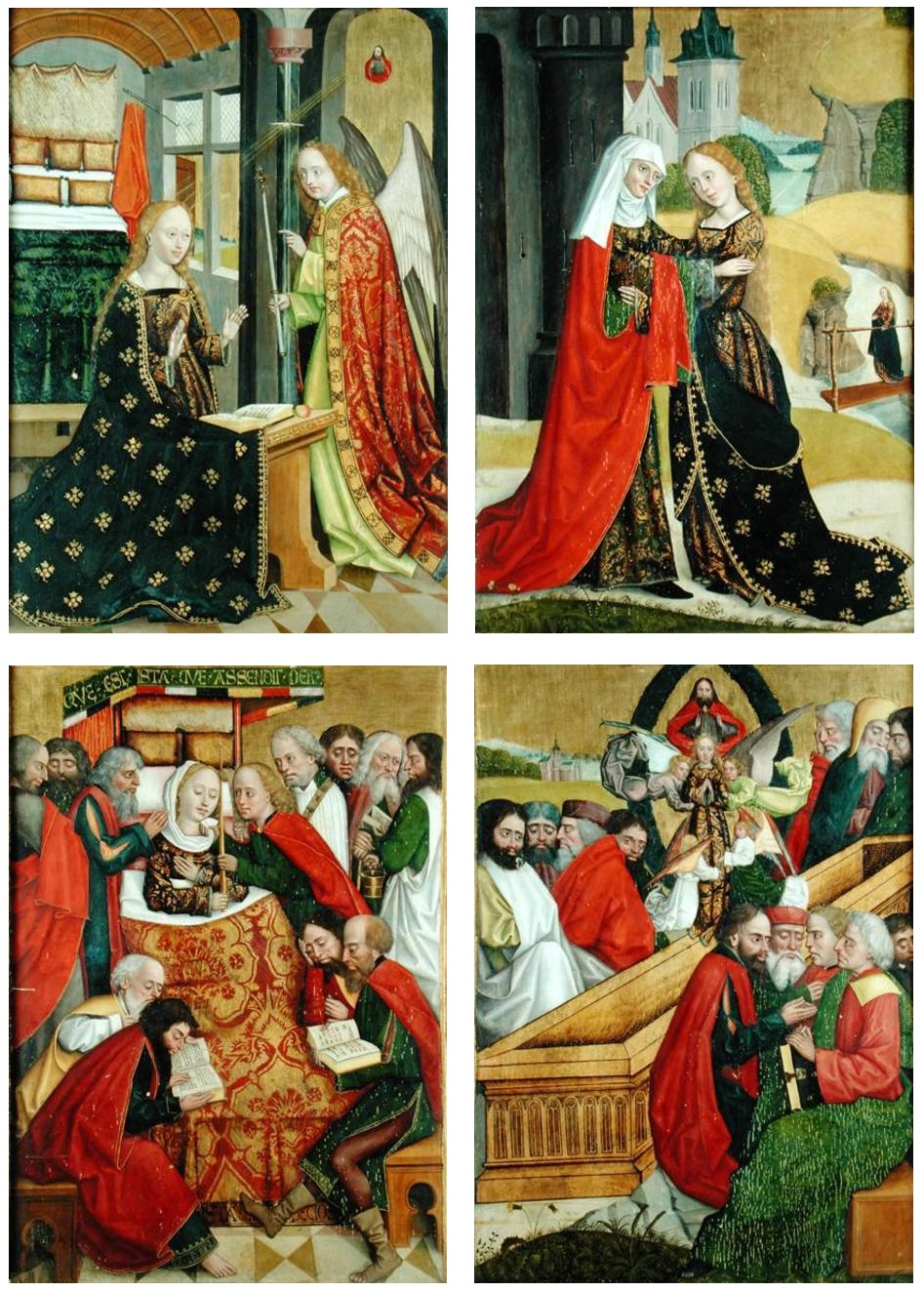
Altaarpanelen van Absolon Stumme (1499)

De eerste kerk op de plaats werd rond 811 als missiekerk voor Noord-Duitsland en Scandinavië opgericht. Reeds in de 9e eeuw verhuisde de bisschopszetel van Hamburg naar Bremen, twee jaar nadat Vikingen de kerk had verwoest. In Hamburg bleef een kapittel achter en de kerk bleef de titel dom dragen. De kerk werd in de volgende eeuwen tot tweemaal toe verwoest en herbouwd. Na enkele voorgangerkerken werd in de 13e eeuw begonnen met een grote nieuwe domkerk in gotische stijl. De drieschepige basiliek werd op 18 juni 1329 gewijd. Tegen het einde van de eeuw werd de kerk met twee beuken vergroot en tot een hallenkerk verbouwd. Dit gebouw bleef grotendeels tot de afbraak bewaard. In 1443 kreeg de kerk een torenspits. Nog een hal werd in de 16e eeuw toegevoegd, waardoor de kruisgang naar het noorden toe werd afgesloten.
Het domkapittel oefende toezicht uit over de kerken van Hamburg en omgeving. Het kon de pastoors van de stadskerken benoemen en had jurisdictie over de geestelijke zaken. De domheren zelf waren vaak afkomstig uit de adel of uit de hogere klassen en bezaten sinds 834 immuniteit. Zowel de dom als het domkapittel genoten prebenden van boerderijen en dorpen uit de omgeving.

## Reformatie
Vanaf 1522 deed de Reformatie zijn intocht in Hamburg. Al in 1526 behoorde vrijwel de gehele burgerij tot de lutherse leer en vanaf 1528 was ook de stadsraad overgegaan tot het protestantse geloof. Op verzoek van de raad zond Maarten Luther zijn metgezel Johannes Bugenhagen naar Hamburg, die er tot 1529 werkte aan een nieuwe kerkordening voor de stad. Hij wilde aanvankelijk de inkomsten van de domkerk en het kapittel tegen lijfrenten intrekken en overhevelen naar de schatkist van de stadskerk, om daaruit de inkomens van de predikanten te vergoeden. Het kwam echter niet tot een vergelijk met de domheren, die in 1529 nog trouw bleven aan het katholieke geloof. Veel domheren verlieten echter daarop de stad. De dom werd zelfs enige tijd gesloten.
Het geschil liep hoog op en werd zelfs aanhangig gemaakt bij het Rijkskamergerecht. Pas na de Schmalkaldische Oorlog en de Godsdienstvrede van Augsburg kon de strijdbijl worden begraven. Intussen waren ook de leden van het domkapittel overgegaan tot de nieuwe leer en de kerk werd in 1540 weer heropend als luthers kerkgebouw. Dankzij bemiddeling van keizer Ferdinand werd in 1561 het Verdrag van Bremen gesloten. Het domkapittel zag grotendeels af van zijn invloed op de Hamburger stadskerken, maar het bleef baas over de domkerk en behield de inkomsten over de domkerk en de jurisdictie over de domheren. Sindsdien vormde de dom tot 1648 een onder de (lutherse) aartsbisschop van Bremen vallende enclave in Hamburg. Na de Vrede van Westfalen ging de dom, net als het aartsstift Bremen, over in handen van Zweden en in 1715 aan het keurvorstendom Hannover.

## De afbraak
Na de Reichsdeputationshauptschluss in 1803 werd de domkerk geseculariseerd en in beslag genomen door de stad. In 1804 viel het besluit tot afbraak van de kerk, dat met de hoge kosten en de verwijzing naar de kleine kerkelijke gemeente werd gerechtvaardigd. Voor het kunsthistorisch belang van de dom en het kostbare interieur bestond geen interesse. In juni 1804 werd de laatste eredienst gevierd. Daarna moesten de resten van de circa 25000 begraven stoffelijke overschotten worden geborgen, die in de loop der eeuwen in en naast de domkerk lagen begraven. In mei 1805 begon de afbraak met het verwijderen van de klokken en het slopen van de toren. Op 11 juli 1805 werd de kerk met de hele inventaris ter afbraak verkocht. Het gehele bouwwerk werd tot eind 1806 gesloopt, zelfs de fundamenten werden uitgegraven om de stenen en grafzerken als goedkoop bouwmateriaal te kunnen gebruiken. De oorspronkelijke vorm van de kerk is om die reden niet meer met zekerheid te reconstrueren.
Een deel van de inventaris werd echter gered dankzij de inspanningen van Philipp Otto Runge. Geborgen werden o.a. enkele laatmiddeleeuwse altaren uit de ateliers van Hamburgse meesters zoals Absolon Stumme en Hinrik Bornemann. Resten bevinden zich tegenwoordig in het Nationale Museum van Warschau. In Hamburg bevindt zich nog het Lucasaltaar van het schildersgilde, tegenwoordig te zien in de Jacobikerk. Meerdere kerkvensters met gebrandschilderde ramen uit de 15e eeuw werden door de nieuw gebouwde rooms-katholieke Helena en Andreaskerk te Ludwigslust overgenomen. Van het gelui bleef alleen een klok uit 1487 bewaard. Deze klok hangt tegenwoordig in de Nicolaaskerk te Altengamme.

## Na de afbraak
Na de sloop van de kathedraal bleef de plaats leeg totdat Carl Ludwig Wimmel en Franz Gustav Forsmann in de jaren 1838-1840 het nieuwe gymnasium lieten bouwen. Het gebouw overleefde de grote stadsbrand van 1842, maar werd verwoest tijdens de zware geallieerde bombardementen op de stad in 1943. Nadat het puin in 1955 en de resterende bouw was geruimd, werd over het terrein de Domstraße aangelegd. Een project om de plek te bebouwen met een modern gebouw van glas en staal werd afgeblazen na protesten van burgers. Sinds 2009 is de plek ingericht als een archeologisch park. Een te betreden muur van staalplaten geven de voormalige muren aan van de domburcht. Ze behoorden tot een ringmuur met een doorsnee van 140 meter die de eerste kerk moest beschermen, nog voor de eerste stadsbebouwing plaatsvond. 39 witte banken, die 's nachts van binnenuit worden verlicht, markeren de plaatsen van de pijlers van de vijfschepige hallenkerk. Het enige stukje fundament dat nog rest van de ooit zo machtige domkerk is nog via een klein venster in een bank te zien.
In 1893 werd de Mariakerk in het stadsdeel Sankt Georg gebouwd als nieuwe rooms-katholieke hoofdkerk van de stad Hamburg. In het jaar 1995 werd de kerk na de heroprichting van het aartsbisdom Hamburg een kathedraal.